# Oncidium silvanum
A Oncidium silvanum é uma espécie de orquídea, nativa do Brasil, pertencente ao gênero oncidium, que têm em comum os pseudobulbos alongados, de onde recebem o nome popular de "charutinho".

## Descrição
Espécie epífita com pseudobulbos alongados, estreitando-se na base e de quinze centímetros de altura, portando 2 folhas com 15 cm de comprimento por 2 cm de largura, lanceoladas de cor verde escuro brilhante. Inflorescências pendentes com até 1,5 m de comprimento, ramificadas na extremidade e multifloras. Flores de 2 cm de diâmetro, voltadas para baixo, com pétalas e sépalas amarelas com centro e extremidade de cor marrom claro. Labelo de cor marrom acastanhado. Vegeta no sul da Bahia, em uma altitude entre 200 e 800 m em matas sombreadas e úmidas.
Floresce na primavera.
Classificado por Antônio Toscano de Brito.